# لافی (شخصیت کمیک)
لافی (به انگلیسی: Laufey) یک شخصیت خیالی شرور بزرگ در کتاب‌های کامیک منتشر شده توسط مارول کامیکس است. این شخصیت برگرفته از یکی از دیوان اساطیر اسکاندیناوی به همین نام بوده و پدر شخصیت لوکی، برگرفته از لوکی، یکی از ایزدان اصلی اسکاندیناویایی، است. لافی پادشاه غول‌های یخی، و دشمن اصلی اودین، یکی دیگر از خدایان اسکاندیناویایی و پادشاه سابق آسگارد می‌باشد. او توسط استن لی و جک کربی خلق شده و برای اولین بار در سفر به اسرار جلد ۱۱۲ام (ژانویه ۱۹۶۵) ظاهر شد.
کلم فیور نقش لافی را در فیلم سینمایی ثور (۲۰۱۱) بر عهده داشته است.